# طوابع بريد أيرلندا

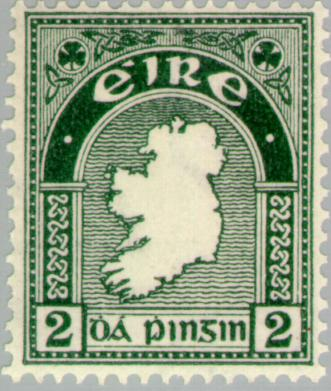
خريطة أيرلندا ثنائية الأبعاد: أول طابع بريد أيرلندي

يَتم إصدار الطَوابع البَريدية لأيرلندا من قِبل مَشغل البريد للدولة الأيرلنديةَ المستقلة. كانت أيرلندا جزءً من المَملكة المُتحدة لبريطانيا العظمى وأيرلندا عِندما صَدرت الطَوابع البَريدية الأَولى في العالم في عام 1840. تم استخدام هذه الطوابع وجميع الإصدارات البريطانية اللاحقة في أيرلندا حتى تولت الحكومة الأيرلندية الجديدة السلطة في عام 1922. بدءً من 17 فِبراير 1922، تَم طباعة الطَوابع البريطانية الحالية فوق النص الأيرلندي لِتقديم بعض التعريفات حتى تصبح الإصدارات الأيرلندية المنفصلة متاحة. بَعد عمليات الطباعة الزائدة، تَم إنتاج سِلسلة مُنتظمة من الطُوابع النِهائية من قبل إدارة البريد والبرق الجديدة، باستخدام التصاميم المحلية. صَدرت هذه التعاريف في 6 ديسمبر 1922؛ الأَول كان طابعا ثنائي الأبعاد يُصور خَريطة أيرلندا (بما في ذلك أيرلندا الشمالية) ، التي ظلت جزءًا من المملكة المتحدة). مُنذ ذلك الحين، أُنتجت الصُور الجَديدة والقِيم الإضافية حسب الحاجة تسع سَلاسل مُحددة من التَصميمات المُختلفة.
كانت هذه المنتجات الطَوابع الرَئيسيّة للاستخدام اليومي. ظَهرت الطَوابع التذكارية لأول مَرة في عام 1929، وهي تَظهر الآن عدة مرات في السنة، احتفالًا بالعديد من جوانب الحياة الأيرلندية، مثل الأحداث والذكرى السنوية البارزة، والحياة والثقافة الأيرلندية، والعديد من الأيرلنديين المشهورين. تَم إنتاج بَعض الطَوابع النِهائية والتذكارية في شَكل ورقة مُصغرة وكُتيب وملف بالإضافة إلى تَخطيط الوَرقة المُشتركة. تُكمل رُسوم البريد والبريد الجوي إصدار الطَوابع لسلطتي إصدار الطَوابع الأيرلندية المتسلسلة. تَم استخدام نَمطين من العلامات المائية على الرُغم من أن المشكلات المطبعية أتت مع العَلامات المائية للطَوابع البِريطانية الُمقدمة للطباعة الفَوقية من قبل مَكتب البريد البريطاني.
Oifig an Phoist، مَكتب البريد الأيرلندي، كان قسماً من قِسم البَريد والبَرق الذي أَصدر جَميع الطَوابع الأيرلندية حتى عام 1984. بَعد تَقسيم إدارة البَريد والبَرق إلى مُنظمتين شبه حكوميتين في عام 1984، تولى البريد المسؤولية عن جميع الخَدمات البَريدية الأيرلندية بما في ذلك إصدار الطَوابع البَريدية.